# Short Term European Paper
Die Short Term European Papers (STEP, auch Step abgekürzt) sind von einer Organisation (Euribor-EBF) der Europäischen Bankenvereinigung (European Banking Federation, EBF)  zertifizierte Geldmarktpapiere kurzer Laufzeit (unter einem Jahr), das heißt kurzfristige Anleihen von Unternehmen und Banken, sog. Commercial Papers. Sie sind Bestandteil des Primärmarkts und werden nicht an einer Börse gehandelt.
Ziel war es ursprünglich, europäische Standards bei der Ausgabe und Bewertung kurzfristiger Geldmarktpapiere anzugleichen und einen europäischen Markt für diese Papiere zu entwickeln. Hinter der Initiative stand die EBF und die ACI (Financial Markets Association). April 2007 wurden erste Statistiken zu Step auf der Webseite der EZB veröffentlicht und der Step Markt wurde von der EZB gleichzeitig als nicht-regulierter begleitender Markt für Kredit-Operationen im Eurosystem akzeptiert. Die Initiative zur Bildung des Step Markts begann 2006 und wurde von EZB-Präsident Jean-Claude Trichet damals ausdrücklich begrüßt und gefördert, da er große Defizite im Vergleich zum US-amerikanischen Markt für Commercial Papers sah.
Bei dem Qualitätssiegel, das vom Emittenten beantragt werden kann und die Übereinstimmung mit den Step Standards bestätigt, wird allerdings nach eigener Aussage von STEP ausdrücklich keine Bewertung der Kreditwürdigkeit des Emittenden oder des Wahrheitsgehalts der von diesem zur Verfügung gestellten Information vorgenommen.
Anfang 2013 kam Kritik am Step-Markt auf, da dieser weitgehend unkontrolliert und intransparent sei und überdies als Lizenz zum Gelddrucken insbesondere für französische Banken dienen würde. Grund war, das insbesondere in Frankreich der Step Markt als Instrument der Kreditbeschaffung bei der Europäischen Zentralbank genutzt wurde. Die französischen Banken können sich durch Hinterlegung von Step-Anleihen Geld bei der französischen Zentralbank leihen, die den größten Teil des Step Markts handhabt, und diese wiederum mit diesen Anleihen als Sicherheit bei der Europäischen Zentralbank (EZB), ohne dass diese eigenständigen Einblick in die grundlegenden Daten (wie Preis, Verzinsung, Rating) der Anleihen erhält. Sie ist dafür auf die Angaben der französischen Zentralbank angewiesen, die sich wiederum auf Informationen der Euroclear France beruft. Da diese über ihre Muttergesellschaft enge Verbindungen zu international agierenden Geschäftsbanken hat und selbst auf dem Anleihenmarkt aktiv ist (sie kann ebenfalls Step Anleihen als Sicherheit bei der EZB hinterlegen), ist hier ein Interessenkonflikt kritisiert worden. 2012 legte die EZB fest, dass die nationalen Zentralbanken der Eurozone auf eigenes Risiko auch Papiere mit einem Rating im BBB Bereich akzeptieren können und bei der EZB als Sicherheit hinterlegen können.
Die Banken im Euroraum handeln auch untereinander mit Step-Papieren und können diese als Sicherheit bei der EZB hinterlegen.
Anfang 2013 hatte der Step Markt schon einen Umfang von 445 Milliarden Euro. Kritiker heben hervor, dass sich damit ein viel größeres Volumen des Kreditausfallrisikos als beim Aufkauf von Staatsanleihen von notleidender Eurostaaten ergibt. Während die Staatsanleihenaufkäufe der EZB bis Anfang 2013 rund 200 Milliarden Euro Umfang hatten, waren die Banken mit 1300 Milliarden Euro bei der EZB verschuldet. Dies würde nach Ansicht von Kritikern auch die Unabhängigkeit der EZB in Frage stellen, die nach Plänen der EU auch für die europäische Bankenaufsicht zuständig sein soll.